# Función L de Artin
En matemáticas, una función L de Artin es un tipo de serie de Dirichlet asociada a una representación linear ρ de un grupo de Galois G. Estas funciones fueron introducidas en 1923 por el matemático austriaco Emil Artin (1898 – 1962), en conexión con sus investigaciones en la teoría de cuerpos de clases.

## Conjetura de Artin
La conjetura de Artin sobre funciones expresa que la función L de Artin L(ρ,s) de una representation ρ no trivial irreducible es analítica en todo el plano complejo.